# Hugh Kelly
Hugh Kelly (ur. 1 lipca 1849, zm. 13 listopada 1944 w Belfaście) – irlandzki rugbysta, reprezentant kraju, zawodnik lacrosse, golfista, żeglarz, sędzia i działacz sportowy.
W latach 1877–1880 rozegrał sześć spotkań dla irlandzkiej reprezentacji. W kolejnych latach sędziował mecze w rozgrywkach Home Nations Championship.
Reprezentował Irlandię także w lacrosse oraz golfie, uprawiał również żeglarstwo i uczestniczył w regatach o Puchar Ameryki. Był jednym z założycieli Golfing Union of Ireland.